# روهنو

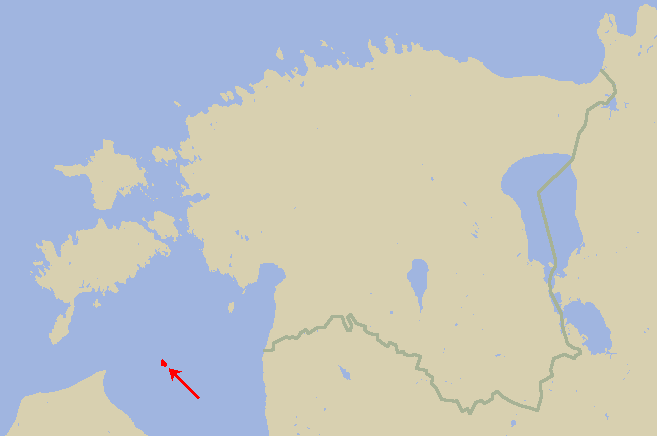
موقعیت جغرافیایی روهنو در خلیج ریگا.

روهنو (سوئدی: Runö) (به لاتویایی: Roņu sala) جنوبی‌ترین جزیره استونی واقع در خلیج ریگا در دریای بالتیک است. این جزیره به لاتویا نزدیکتر است تا خاک اصلی استونی.
روهنو از نظر تقسیمات کشوری جزئی است است شهرستان ساره استونی. مساحت آن ۱۱٫۹ کیلومتر مربع است و هم‌اینک کمتر از ۱۰۰ نفر جمعیت دارد که بیشترشان استونیایی هستند. این جزیره پیش از ۱۹۴۴ سوئدی‌نشین بودن و سوئدی‌ها برای سده‌های پیاپی در آن سکونت داشتند و قوانین آن نیز مطابق قوانین سوئد بود.

## جغرافیا
چاه‌های بسیار عمیقی از آب شور علاج‌بخش در این جزیره دیده می‌شوند و جنگل‌های حفاظت شده آن از گونه‌های کم‌یاب گیاهان پوشیده شده‌اند. این جزیره مورد استقبال کوه‌نوردان و شناگران قرار می‌گیرد و از معروف‌ترین سواحل آن در میان شناگران می‌توان به ساحل شنی لیمو اشاره کرد. در بلندترین نقطه این جزیره یعنی کوه هابیره (Haubjerre) یک فانوس دریایی قرار دارد که توسط شخص گوستاو ایفل طراحی شده‌است. قطعات اصلی در فرانسه ساخته شده و در سال ۱۸۷۷ در روهنو به هم متصل و در بالای کوه نصب شد.

## پیشینه

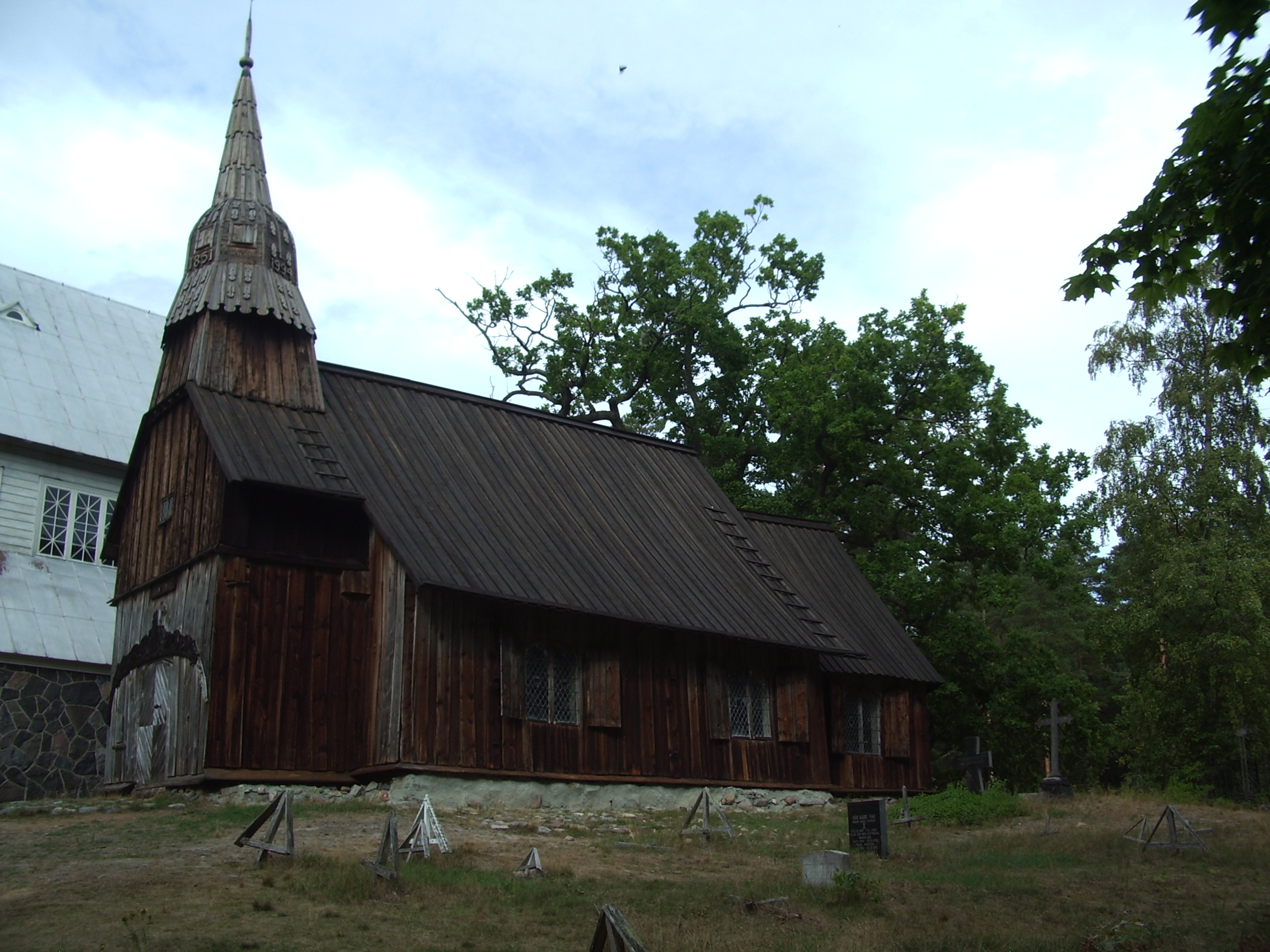
کلیسای روهنو.

برخی بر این باورند که مردمان این جزیره به علت فاصله زیاد سرزمینشان از خاک اصلی استونی (روهنو دورترین جزیره به استونی است) قوانینی دارند که خودشان وضع کرده‌اند و روابط کمی با سایر مناطق و جزایر دارند. آثار باستانی نشان می‌دهند که ساکنین اولیه این جزیره بیشتر برای صید و شکار در بعضی فصول به آنجا می‌رفتند و این موضوع به ۵۰۰۰ سال قبل از میلاد مسیح برمی‌گردد. در میان اسناد تاریخی نیز اولین بار در سال ۱۳۴۱ در نامه آزادی اسقف کورلاند از این جزیره نامی برده شده‌است. 
در سال ۱۹۹۰ موزه‌ای در این جزیره تأسیس شد. امروزه در بیش از دوازده نمایشگاه این مجموعه در مورد تاریخ، فرهنگ و آداب و رسوم این مردم؛ به نمایش درآمده‌است. در این موزه ابزاری ساخته شده از سنگ کوارتز بیش از ۸۰۰۰ سال پیش وجود دارد که نوعی سلاح ساخته شده توسط بومیان سوئدی است. سر اژدهای آورده شده از کلیسای چوبی نیز از قطعات موجود در این موزه است. یک ساختمان دویست ساله با معماری عجیب و سقف خمیده شکل نیز در این جزیره وجود دارد که بازسازی و مرمت شده‌است. کلیسای چوبی روهنو که کلیسای سنت مادلین نام دارد، ساخته شده در سال ۱۶۴۴ از کهن‌ترین ساختمان‌های استونی است. مجموعه نقاشی‌های شیشه‌ای متعلق به این کلیسا امروزه در موزه استکهلم نگهداری و نمایش داده می‌شوند. کلیسای جدیدی در سال ۱۹۱۲ در دو متری کلیسای چوبی ساخته شده‌است. دیوارهای سنگی کلیسا به شکل خاصی تراشیده شده‌اند. فقط قبه از جنس چوب است. یکی از کهن‌ترین ناقوس‌های کشور استونی به نام ناقوس نیکلاس در قسمت بالکن این کلیسا قرار دارد. برای روشن کردن این مکان تنها از نور شمع استفاده می‌شود. 
در سال ۲۰۰۶ اهالی منطقه که تعداد آن‌ها در حدود ۶۰ نفر می‌شد فقط با استفاده از منابع خود، برج کلیسا را که کج و با تیر شکارچیان سوراخ شده بود، مرمت نمودند. 